# Philippe Baumel
Pour les articles homonymes, voir Baumel.
Philippe Baumel, né le 14 novembre 1961 à Nogaro (Gers), est un homme politique français. Membre du Parti socialiste (PS), il est député de la 3e circonscription de Saône-et-Loire de 2012 à 2017.

## Biographie
Baumel est membre du conseil national du Parti socialiste et du mouvement Rénover maintenant. Proche d'Arnaud Montebourg, il est également partisan d'une orientation à gauche du PS. Il milite activement pour le respect de la laïcité, pour les services publics, milite pour le « non » au référendum du 29 mai 2005.
Il devient membre du Parti socialiste en 1982. Il travaille au côté d'André Billardon comme conseiller technique alors que celui-ci est ministre de l'Énergie en 1992 et 1993. Philippe Baumel devient ensuite assistant parlementaire au Sénat. À l'occasion du Congrès de Reims, il dépose une contribution thématique appelée Pour une République égalitaire, dont les idées très fermes sur la question républicaine se situent à la gauche du PS.
Élu maire du Breuil en 2001, il est réélu avec plus de 65 % en 2008.
Président de l'Union des élus socialistes et républicains (UDESR) du département, il mène une campagne active contre le projet de « contre réforme » territoriale du gouvernement. En 2004, il devient vice-président du Conseil régional de Bourgogne chargé des lycées. Tête de liste dans le département de Saône-et-Loire pour les élections régionales, il devient vice-président du Conseil régional de Bourgogne chargé de l'économie et de l'emploi ; mandat dont il démissionne le 17 juillet 2012 après avoir été élu député.
Le 17 juin 2012, il est élu député dans la 3e circonscription de Saône-et-Loire en battant au second tour le député UMP sortant Jean-Paul Anciaux. Il obtient 53,78 % des voix contre 46,22 % pour son adversaire.
Le 3 décembre 2012, conformément aux engagements qu'il avait pris sur le non-cumul des mandats durant la campagne législative, il démissionne de son mandat de maire. 
Le 28 juin 2013, il fait voter en commission des lois un amendement à la loi sur le non-cumul des mandats.
Il est membre de l'équipe de campagne d'Arnaud Montebourg pour la primaire citoyenne de 2017 ; il est l'un de ses porte-parole.
En 2018, il soutient la candidature d'Olivier Faure pour le congrès d'Aubervilliers du PS.

## Mandats
- Député de Saône-et-Loire (3e circonscription)
- Conseiller municipal du Breuil
- Vice-président de la Communauté urbaine Creusot-Montceau chargé de la culture et du patrimoine